# Virtua Racing
Virtua Racing è un videogioco di guida sviluppato da SEGA, in origine nel formato arcade e in seguito per i formati domestici. Pubblicato nel 1992, Virtua Racing è stato uno dei primi videogiochi di guida completamente poligonali; i cabinati della versione arcade esistono anche in versione doppia. Il numero massimo di postazioni configurabili è pari a 8 giocatori a cui si aggiungono due postazioni satellite (monitor superiori).

## Versioni
- Nel 1994 è stato convertito per Sega Mega Drive: il gioco veniva venduto ad un prezzo superiore rispetto ad altri videogiochi per la presenza, all'interno della cartuccia, di un chip supplementare necessario per gestire il complesso motore grafico del gioco. Pur essendo tecnicamente inferiore rispetto alla versione sala-giochi, Virtua Racing ottenne un ottimo successo.
- Sempre nel 1994, una versione intitolata Virtua Racing Deluxe è stata pubblicata per Mega Drive con espansione 32X; grazie a quest'ultima il gioco è stato reso molto simile alla controparte arcade, ma ottenne meno successo date le scarse vendite del 32X.
- Una versione per Sega Saturn è stata pubblicata da Time Warner Interactive, col titolo di Time Warner Interactive's V.R. Virtua Racing.
- Un remake chiamato SEGA AGES 2500 Vol.8: V.R. Virtua Racing -FlatOut- è stato pubblicato nel 2004 per PlayStation 2.